# La notte del delitto
La notte del delitto (Twilight of Honor) è un film del 1963, diretto da Boris Sagal.